# Сребърна (езеро)
Вижте пояснителната страница за други значения на Сребърна.
Сребърна е сладководно езеро в България, разположено край река Дунав, най-голямото крайречно езеро в страната, защитен природен обект от национално и международно значение.
Намира се в западната част на Айдемирската низина, североизточно от село Сребърна и на 16 km западно от Силистра. Дълбочината му варира от 0,7 до 2 m, а площта му е 2 – 2,5 km2. Водосборният басейн на езерото е 402 km2. Подхранва се от карстови води, от река Дунав чрез естествената връзка – канала Драгайка и добруджанските суходолия Добротинско дере (Сребренска, Сребърненска, Сребърнска река, с дължина 93 km), Бабукска река (Барбукска река), Кълнежка река (Кълнежа) и Калушево дере, които вливат води в него само при поройни дъждове и при интензивно снеготопене.
В периферията е обрасло с блатна и водолюбива растителност. В езерото гнездят 221 вида птици, 19 от които са вписани в Червената книга на България.
Природонаучният музей до езерото е открит през 1983 година, когато биосферният резерват „Сребърна“ влиза в списъка на обектите на световното природно и културно наследство на ЮНЕСКО.

## Други
На Сребърна е наречена улица в квартал „Хладилника“ в София (Карта).